# Waidbruck
Waidbruck (italià Ponte Gardena, ladí Pruca) és un municipi italià, dins de la província autònoma de Tirol del Sud. És un dels municipis del districte i vall d'Eisacktal. L'any 2007 tenia 198 habitants. Limita amb els municipis de Barbian, Kastelruth i Lajen.

## Situació lingüística
| Pertinença lingüística (cens 2001) | 90,68% alemany |
| Pertinença lingüística (cens 2001) | 8,70% italià   |
| Pertinença lingüística (cens 2001) | 0,62% ladí     |

## Administració

Territori comunal

| Període | Identitat      | Partit |
| ------- | -------------- | ------ |
| 2004-   | Norbert Merler | SVP    |